# Cantonul Saint-Louis-1
Cantonul Saint-Louis-1 este un canton din arondismentul Saint-Pierre, Réunion, Franța.